# Perissus globithorax
Perissus globithorax là một loài bọ cánh cứng trong họ Cerambycidae.